# Le Dindon
Pour les articles homonymes, voir Le Dindon (homonymie).
Le Dindon est une comédie en trois actes de Georges Feydeau représentée pour la première fois le 8 février 1896 au théâtre du Palais-Royal.

## Argument
Pontagnac, séducteur invétéré, poursuit Lucienne jusque chez elle. Il découvre alors que son mari n'est autre qu’un de ses vieux amis, Vatelin. L'affaire s'arrange entre les protagonistes, Vatelin, connaissant Pontagnac, lui pardonne. Lucienne est aussi courtisée par Redillon, un ami du couple. Mais un évènement imprévu vient semer la zizanie : Maggy, qui avait été la maîtresse de Vatelin quand ce dernier était à Londres, débarque chez lui. Pontagnac en profite pour dire à Lucienne que son mari la trompe et lui en donne la preuve quand Vatelin a rendez-vous dans une chambre d'hôtel avec Maggy. Mais Lucienne choisit Redillon au lieu de Pontagnac. C'est alors que Mme Pontagnac décide de divorcer avec son mari. Vatelin, de son côté, avoue à sa femme que Maggy ne l'intéresse pas, et c'est pourquoi ils se remettent bientôt ensemble ; Redillon se réconcilie avec son Armandine - et Pontagnac est bien le dindon de la farce, car il se retrouve seul,.

## Citations
- « Les maris des femmes qui nous plaisent sont toujours des imbéciles. » (Pontagnac)
- « un beau jour, on se rencontre chez le Maire,… on ne sait comment, par la force des choses… Il vous fait des questions… on répond "oui" comme ça, parce qu’il y a du monde, puis, quand tout le monde est parti, on s’aperçoit qu’on est marié. C’est pour la vie. » (I, 2)
- "j'ai le nez de l'amour". (Rédillon)
- "Raide, dur, c'est la même chose !"
- Maggy. — Aoh ! à London, vous diséi vous étiez bœuf.

Vatelin. — Comment bœuf ? veuf !
Maggy. — Aoh ! bœuf, veuf, c’est la même chose !
Vatelin : . — Mais non, ce n’est pas la même chose ! Merci ! le veuf, il peut recommencer, tandis que le bœuf…
- Pinchard : Je ne te demande pas de boniments ! Déculotte-toi.

Victor : Monsieur le Major ?
Pinchard : Tu ne comprends pas le français ? Je te dis : déculotte-toi !
Victor : interloqué. — Mais, monsieur le Major…
Pinchard : Quoi ! C’est ma femme qui te gêne ? Fais pas attention, elle est sourde !
- Gérome : Il m’a dit de te dire qu’il avait une nouvelle acquisition à te montrer, une pièce rare, une ceinture de chasteté du quatorzième.

Rédillon : Ah ?
Armandine : Du quatorzième quoi ?
Gérome : Le sais-je, du quatorzième cocu, probablement.

## Création
Le 8 février 1896, sur la scène du théâtre du Palais-Royal
- Pontagnac : Félix Huguenet
- Vatelin : Charles Constant Gobin
- Rédillon : Raimond
- Soldignac : Gaston Dubosc
- Pinchard : Maugé
- Gérome : Francès
- Jean : Mori
- Victor : Dean
- Le Gérant : Garandet
- Premier Commissaire : Colombet
- Deuxième Commissaire : Garon
- Lucienne Vatelin : Mme Jeanne Cheirel
- Clotilde Pontagnac : Andrée Mégard
- Maggy Soldignac : Alice Lavigne
- Mme Pinchard : Bilhaut
- Armandine : Mary Burty
- Clara : Narlay
- Agents, Voyageurs et Voyageuses

## Adaptations
- Le Dindon, film de Henri Pouctal réalisé en 1913
- Le Dindon, film de Claude Barma réalisé en 1951
- Le Dindon, téléfilm de Pierre Badel enregistré le 19 octobre 1968 au Théâtre Marigny et diffusée pour la première fois le 18 avril 1969 sur la première chaîne de l'ORTF.
- Le Dindon, téléfilm de Pierre Badel réalisé en 1986
- Le Dindon, filmé pour la télévision, au théâtre Édouard-VII, en 2012
- Le Dindon, film de Jalil Lespert réalisé en 2019

## Publication
- Georges Feydeau, Le Dindon, Le Livre de poche, 2003  (ISBN 978-2-253-04877-0).